# Rhipsalis occidentalis
A Rhipsalis occidentalis egy – rokonaival ellentétben – kultúrában ritkán tartott epifita kaktusz.

## Jellemzői
Lecsüngő habitusú epifita, hajtástagjai 65 mm hosszúak, virágai fehérek, 8 mm hosszúak, 10 mm szélesre nyílnak. Bogyója fehér.

## Elterjedése
Peru: San Martin állam, Ecuador: Napo, Morona-Santiago, Zamora-Chichipe állam, Suriname. Epifitikus perhumid egyenlítői erdőkben 950 m tengerszint feletti magasságig.

## Rokonsági viszonyai
Ez a taxon valószínűleg legközelebbi rokona a Rhipsalis micrantha fajnak, de termesztésben rendkívül nehéz tartani, ami jól elkülöníti a hasonlónak tűnő brazíliai fajoktól, mint a Rhipsalis oblonga is.
A Phyllarthrorhipsalis subgenus tagja.